# Alexander Nevski-kathedraal (Łódź)
De Alexander Nevski-kathedraal (Pools: Sobór św. Aleksandra Newskiego) in de Poolse stad Łódź is een in neo-Byzantijnse stijl gebouwde Pools-orthodoxe kathedraal. De kleurrijke kathedraal werd in de jaren 1880-1884 gebouwd naar ontwerp van de Poolse architect Hilary Majewski (1838-1892).

## Geschiedenis
De oprichting van de Alexander Nevski-kathedraal hangt samen met een decreet van tsaar Alexander II uit het jaar 1877 om in het zog van de russificatie van niet-Russische gebieden meer Russisch-orthodoxe kerken te bouwen. Ook Łódź maakte als onderdeel van Congres-Polen destijds deel uit van het Russische Keizerrijk. Op initiatief van de gouverneur van Petrokov kreeg de stadsarchitect hetzelfde jaar nog de opdracht een ontwerp te maken voor een nieuwe Russisch-orthodoxe kerk. De plannen moesten echter vanwege de onzekere financiering voorlopig de ijskast in. Een mislukte aanslag op de tsaar op 14 april 1879 zorgde voor een ommekeer. Snel werd het plan opgevat om in Łódź een votiefkerk te bouwen uit dank voor de wonderbaarlijke redding van de tsaar. Ditmaal zorgden vermogende industriëlen plotseling voor een onvermoede stroom van donaties. Al op 8 mei 1880 kon de deken van Petrokov, Konstantin Rysjkov, de eerste steen voor de nieuwbouw leggen. De kerk kreeg de naam van Alexander Nevski, de beschermheilige van de tsaar en de Russische nationale heilige. In 1884 was de bouw gereed en op 29 mei van dat jaar werd de kerk ingewijd.
De kerk overleefde de de-russificatie onder de regering van Józef Piłsudski, toen veel Russisch-orthodoxe kerken werden gesloopt. Ook raakte de kerk niet beschadigd tijdens de Tweede Wereldoorlog. Sinds 1951 is het gebouw de kathedrale kerk van het Pools-orthodoxe diocees Łódź-Poznań. Het Kerkslavisch is nog steeds de liturgische taal van de kerk.

## Interieur
Het rijke exterieur zet zich voort in het interieur van de kerk in de vorm van kroonlijsten, friezen en hoekzuiltjes, versterkt door een kleurrijke beschildering van de kerk. De tweeledige iconostase werd in Sint-Petersburg vervaardigd, de iconen werden gemaakt door Vasily Vasiljev. De gekleurde vloertegels werden vervaardigd door Villeroy & Boch in Mettlach. Voorts heeft de kerk gebrandschilderde glazen uit Breslau in het koor. De kerk biedt plaats aan 850 gelovigen.

## Afbeeldingen

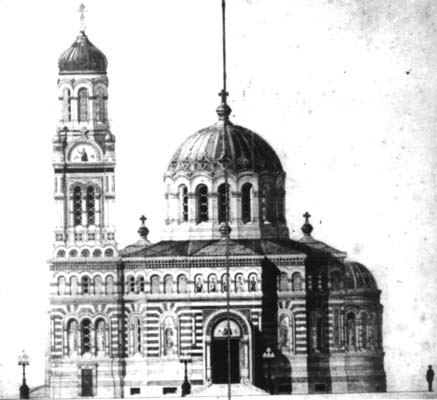
bouwtekening
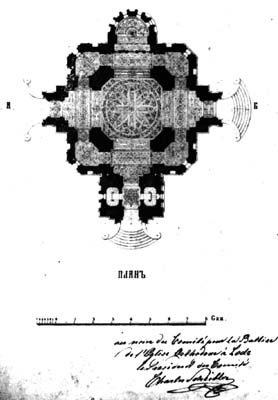
grondplan
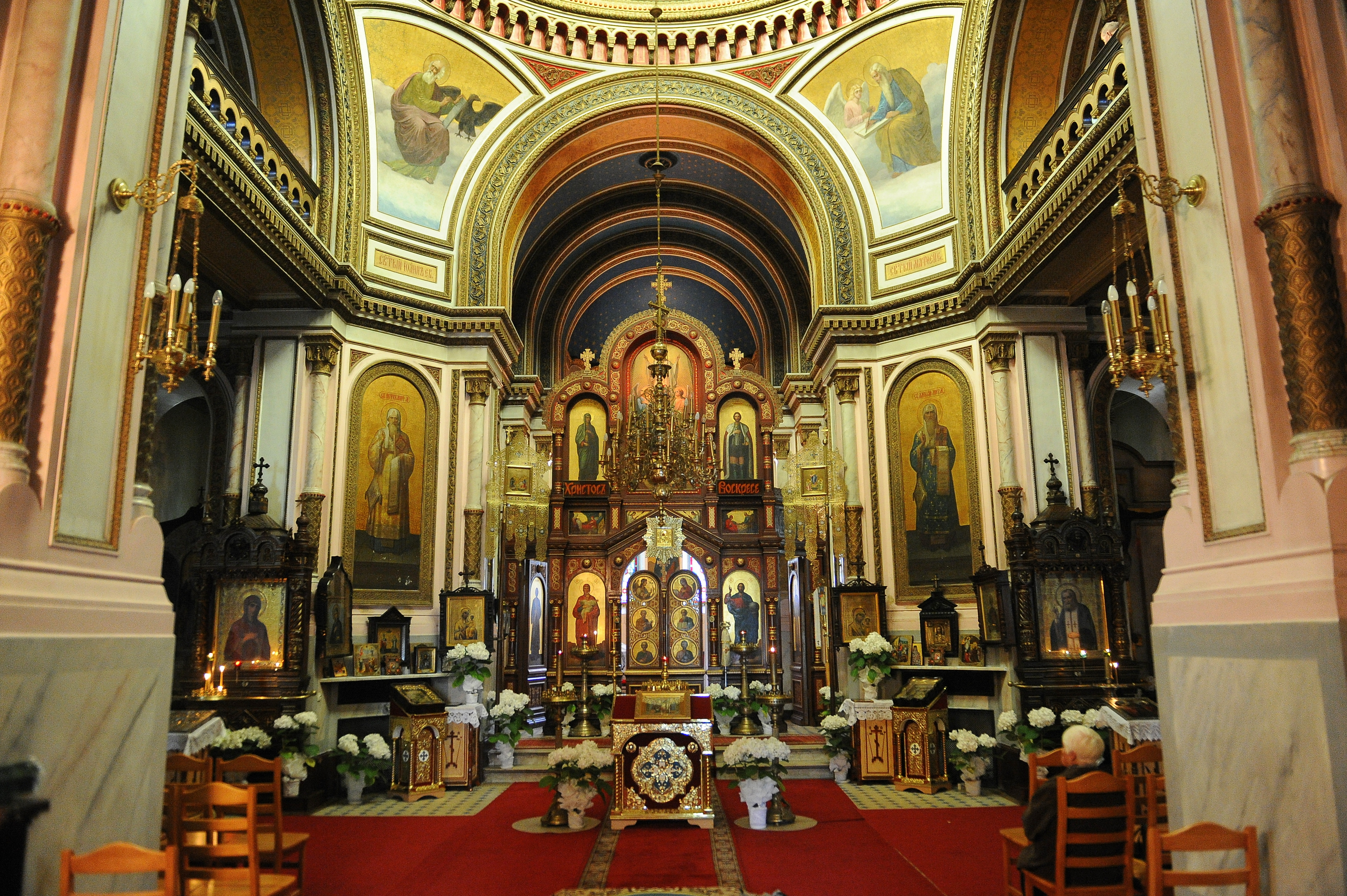
interieur
luchtfoto